# Станимир Стоїлов
Станимир Стоїлов (болг. Станимир Стоилов, нар. 13 лютого 1967, Хасково) — болгарський футболіст, що грав на позиції півзахисника. По завершенні ігрової кар'єри — тренер. З 2018 року очолює тренерський штаб збірної Казахстану.

## Клубна кар'єра
Народився 13 лютого 1967 року в місті Хасково. Вихованець футбольної школи клубу «Хасково». Дорослу футбольну кар'єру розпочав 1984 року в основній команді того ж клубу, в якій провів шість сезонів, взявши участь у 101 матчі чемпіонату.
З липня 1990 року по червень 1992 року Стоїлов грав за «Левскі», з яким у обох сезонах виграв Кубок Болгарії, після чого відправився вперше виступати за кордон і сезон 1992/93 провів у турецькому «Фенербахче». Втім основним гравцем у стамбульському клубі не став і згодом повернувся на батьківщину, де спочатку недовго пограв за ЦСКА (Софія), а потім знову опинився в «Левскі», з яким цього разу став чемпіоном Болгарії у 1995 році.
Після тріумфу Стоїлов знову став легіонером, виступаючи два сезони за португальський «Кампумайоренсе», а у сезоні 1997/98 грав за «Славію» (Софія).
1998 року Станимир втретє повернувся до «Левскі», за який відіграв ще 5 сезонів. Більшість часу, проведеного у складі «Левскі», був основним гравцем команди. За цей час додав до переліку своїх трофеїв ще три титули чемпіона Болгарії та володаря національного Кубка. Завершив професійну кар'єру футболіста виступами за команду «Левскі» у 2003 році. Всього за кар'єру у 295 іграх чемпіонату Болгарії півзахисник забив 75 голів, з них у вищій лізі — 234 матчі і 53 голи.

## Виступи за збірну
1992 року дебютував в офіційних матчах у складі національної збірної Болгарії. Протягом кар'єри у національній команді, яка тривала 9 років, провів у формі головної команди країни 14 матчів, забивши 3 голи.

## Кар'єра тренера

### «Літекс»
Його тренерська кар'єра розпочалася на початку 2004 року як тренера юнацької збірної Болгарії до 16 років. З літа 2004 року він став головним тренером «Левскі», з яким по два рази виграв чемпіонат (2006, 2007), Кубок (2005, 2007) та Суперкубок Болгарії (2005, 2007). У сезоні 2005/06 року Станимир вивів команду до чвертьфіналу Кубка УЄФА, а у наступному сезоні зробив «Левскі» першим болгарським клубом, що пробився в груповий турнір Ліги чемпіонів.
З квітня по червень 2007 року він також був тимчасовим тренером збірної Болгарії після звільнення Христо Стоїчкова і керував командою у двох матчах відбору на Євро-2008. Обидві ігри були проти Білорусі і в обох підопічні Стоїлова перемогли (2:0 і 2:1).
У сезоні 2007/08 команда «Левскі» зі Стоїловим виступила невдало — в Лізі чемпіонів 2007/08 програла в другому відбірковому раунді фінському «Тампере Юнайтед», а в чемпіонаті команда фінішувала другою з шістнадцятьма очками відставання від ЦСКА. В результаті 7 травня 2008 року Стоїлов був звільнений з команди разом зі своїм помічником Наско Сіраковим і перед сезоном 2008/09 очолив «Літекс». Він привів їх до перемоги в болгарському Кубку в 2009 році, але покинув клуб у серпні того ж року після того, як клуб не зміг вийти в груповий етап Ліги Європи, програвши білоруському БАТЕ.

### Збірна Болгарії
30 січня 2009 року він також був знову призначений тренером збірної Болгарії після того, як Пламен Марков покинув посаду в грудні 2008 року. У відборі до чемпіонату світу 2010 року підопічні Стоїлова стали третіми, програвши Італії та Ірландії, і не вийшли на «мундіаль». Тим не менш Стоїлов почав підготовку до участі в кваліфікації до Євро-2012. У товариських матчах болгари зазнали три поразки (від Польщі, Бельгії та Росії) і одну нічию (з ПАР), а також в цей час закінчив виступи у збірній багаторічний лідер і найкращий бомбардир в історії збірної Дімітар Бербатов. В результаті у кваліфікації болгари програли перші два матчі — Англії (0:4) та Чорногорії (0:1), після чого Стоїлов пішов у відставку у вересні 2010 року. Зі Стоїловим болгари в цей період здобули п'ять перемог, чотири нічиї та сім разів зазнавали поразки.

### «Анортосіс» та повернення у Болгарію
У грудні 2010 року Стоїлов прийняв пропозицію попрацювати в кіпрському клубі «Анортосіс», куди запросив досвідченого захисника і співвітчизника Станіслава Ангелова. У сезоні 2010/11 посів з клубом третє місце в чемпіонаті і досяг півфіналу Кубка Кіпру. Втім наступний сезон команда розпочала гірше і вилетіла в третьому раунді кваліфікації Ліги Європи від македонського клубу «Работнічкі» (0:2 і 2:1), а в чемпіонаті зазнала поразки в дербі з «Омонією» з Нікосії, через що вже у вересні 2011 року Стоїлов був звільнений з клубу.
У грудні 2012 року очолив «Ботев» (Пловдив), з яким став фіналістом Кубка Болгарії у 2014 році, після чого покинув клуб.

### Робота у Казахстані
21 червня 2014 року Стоїлов став головним тренером казахстанської «Астани». Очоливши клуб, того ж року він привів його до першого чемпіонства в національній першості. У сезоні 2015 року повторив успіх, знову вигравши золоті медалі і ще Суперкубок країни. А 26 серпня 2015 року Стоїлов зміг уперше для казахстанського футболу вивести клуб у груповий етап Ліги чемпіонів та заробити перші турнірні очки в Лізі чемпіонів, зігравши вдома внічию з турецьким «Галатасараєм» (2:2), мадридським «Атлетіко» (0:0) і португальською «Бенфікою» (2:2). Після цього Стоїлову запропонували продовжити контракт з «Астаною» за мільйон доларів, адже «Астана» заробила понад 16 мільйонів євро тільки за участь у Лізі чемпіонів. Після виїзної нічиєї в Стамбулі з «Галатасараєм» (1:1) Стоїлов дав згоду на продовження контракту з «Астаною» ще на два роки.
У 2016 році Стоїлов уперше з «Астаною» зробив «золотий дубль», вигравши і чемпіонат і Кубок країни одночасно. У 2017 році Стоїлов знову привів свій клуб до золотих медалей, ставши чемпіоном Казахстану в четвертий раз поспіль. Він вперше вивів казахстанський клуб в плей-оф Ліги Європи УЄФА, де команда в боротьбі поступилася португальському «Спортінгу» (1:3, 3:3).
8 січня 2018 року «Астана» і Станимир Стоїлов уклали новий контракт до кінця 2018 року; за даними болгарської преси, сума контракту становила 1,2 мільйона євро в рік. Втім вже 1 березня 2018 року Стоїлов прийняв пропозицію ФФК стати головним тренером збірної Казахстану строком на два роки. При ньому вперше після 12 матчів без перемог збірна 23 березня обіграла команду Угорщини на виїзді (3:2).

## Титули і досягнення

### Як гравця
- Володар Кубка Болгарії (5):

«Левскі»: 1990–91, 1991–92, 1999–00, 2001–02, 2002–03
- Чемпіон Болгарії (4):

«Левскі»: 1994–95, 1999–00, 2000–01, 2001–02

### Як тренера
- Чемпіон Болгарії (2):

«Левскі»: 2005–06, 2006–07
- Володар Кубка Болгарії (4):

«Левскі»: 2004–05, 2006–07, 2021–22
«Літекс»: 2008–09
- Володар Суперкубка Болгарії (2):

«Левскі»: 2005, 2007
- Чемпіон Казахстану (4):

«Астана»: 2014, 2015, 2016, 2017
- Володар Кубка Казахстану (1):

«Астана»: 2016
- Володар Суперкубка Казахстану (1):

«Астана»: 2015

### Індивідуальні
- Найкращий тренер казахстанської Прем'єр-ліги: 2015[13], 2016[14], 2017[15]
- Найкращий тренер Болгарії-2015 за версією журналістів[16]
- Вища нагорода Болгарії в області спорту орден «Вінець переможця» «за досягнення як гравця, за тренерські заслуги та внесок у розвиток болгарського футболу» (1 липня 2018)[17].